# Engelska tapetmagasinet
Engelska Tapetmagasinet är en av Sveriges äldsta inredningsbutiker med inredningsateljé och syateljé. Butiken grundades 1899 av Werner Harström, som var målarmästare och representant för engelska tapetfabriker. Butiken har varit verksam i över 125 år och är specialiserad på tapeter, textilier och målarfärg. Engelska Tapetmagasinet har haft en del i Göteborgs stadsmiljö och inredningshandel under ett drygt sekel.

## Historia
Engelska Tapetmagasinet grundades av Verner Harström (1868–1936) och öppnade sin första butik på Västra Hamngatan 24 i Göteborg 1899. Genom åren har butiken flyttat till flera adresser på samma gata: 1899–1904 på Västra Hamngatan 24, 1904–1928 på Västra Hamngatan 22, 1928–1960 på Västra Hamngatan 14, 1960–1970 på Västra Hamngatan 20 och 1970–idag på Västra Hamngatan 18.
Den nuvarande lokalen, en byggnad från 1818, har bevarade detaljer från tiden då den användes som bank, såsom mahognypaneler och ett glastak över en tidigare innergård. Huset byggdes 1815 för murarmästare G Lindner. Arkitekten är okänd, men möjligen ritade Lindner huset själv. 1907 satte man glastaket på innergården. Idag ägs fastigheten av Svenska Hus .

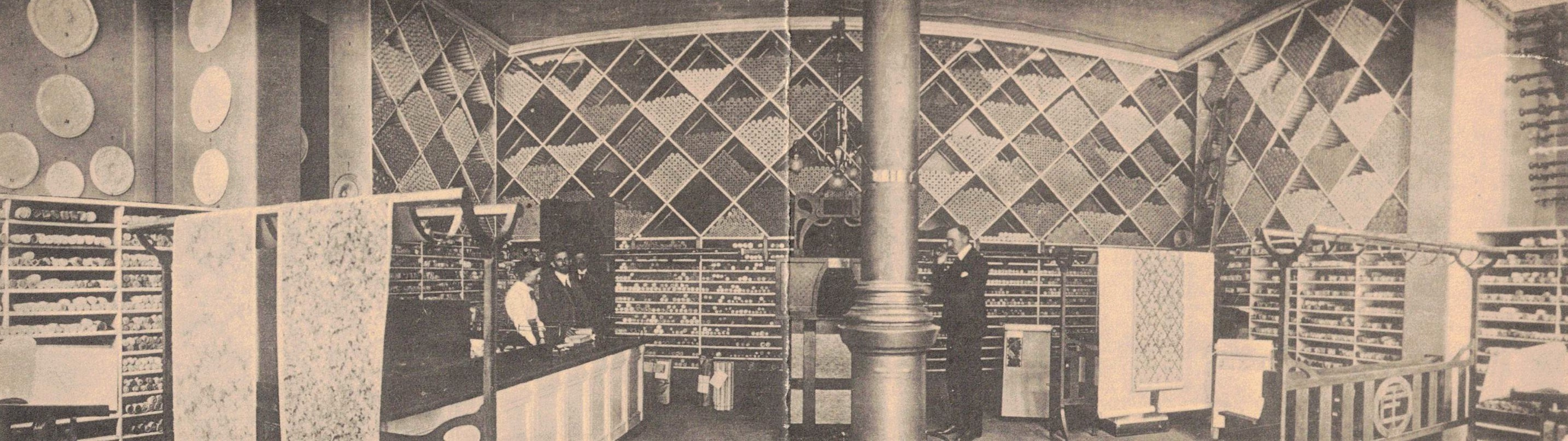
Engelska Tapetmagasinet butikslokal i början av 1900-talet

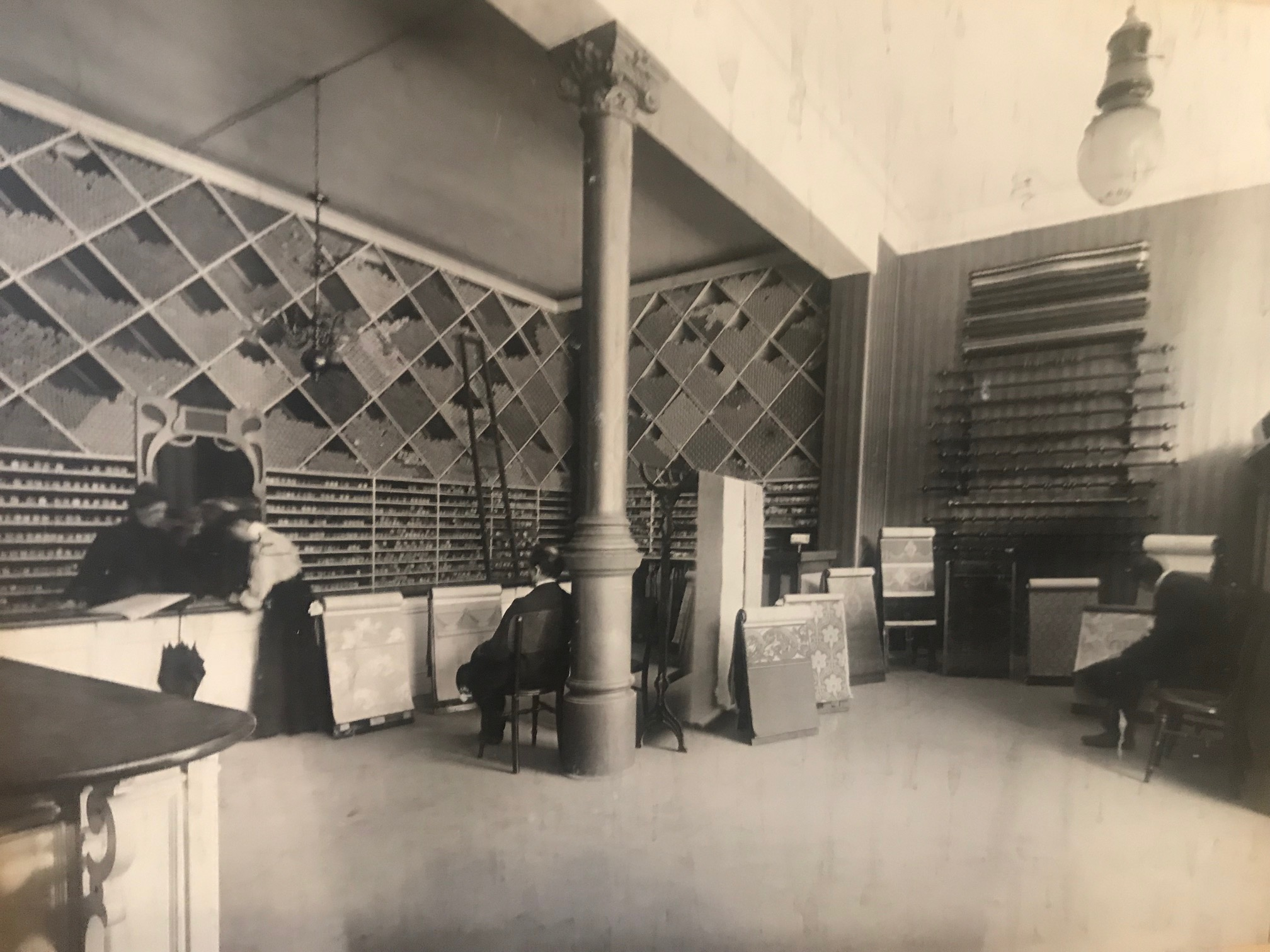
Engelska Tapetmagasinet tapetaffär under 1900-talets början.

Butikens grundare, Werner Harström, drev verksamheten fram till sin bortgång. Efter honom fortsatte familjen med Inge Harström 1899–1968) att driva butiken, och 1991 övertogs butiken av Hans och Kerstin Carlsson. De vidareutvecklade verksamheten genom att inkludera färg, textilier och en syateljé. Sedan dess har butiken drivits vidare av deras dotter Karin Lindberg.